# Fondation Concorde
 (février 2018).
La Fondation Concorde est un laboratoire d'idées français (think tank), créé en 1997 par l'économiste Michel Rousseau. Son siège est situé à Paris, au 17, rue de l'Amiral-Hamelin.
Elle fait travailler ensemble, experts, hommes et femmes d’entreprises et universitaires au sein de groupes de travail. Une dizaine sont actuellement en activité sur différents sujets : santé, économie maritime, énergies et matières premières, fiscalité, désendettement de l’État, innovation, télécoms, entrepreneuriat, etc.,,.
La Fondation organise un grand colloque sur le thème « Produire en France, un enjeu national pour la croissance, l'emploi et le pouvoir d'achat » en mars 2011, réunissant personnalités politiques, chefs d’entreprises et intellectuels,.
En juin 2020, le site du magazine Entreprendre qualifie le rapport de la Fondation de « rapport passionnant sur l’émergence de la 5G en France ».
En juillet 2020 la plateforme FigaroVox publie un entretien avec Michel Rousseau sur le thème « Stopper la désindustrialisation doit être la première urgence économique ».